# Parafia św. Maksymiliana Marii Kolbe w Szklarskiej Porębie
Parafia św. Maksymiliana Marii Kolbe w Szklarskiej Porębie – parafia rzymskokatolicka w dekanacie Szklarska Poręba w diecezji legnickiej. Erygowana 29 czerwca 1998 przez bp. Tadeusza Rybaka. Prowadzona przez księży diecezjalnych. Funkcję proboszcza, od początku istnienia parafii, sprawuje ks. Bogusław Sawaryn.

## Historia
1 kwietnia 1490 r. Ojciec Święty Innocenty VIII powołał do istnienia parafię w Szklarskiej Porębie. Rozwój huty szkła w 1844 roku i związany z tym napływ ludności sprawił, że powstała potrzeba zbudowania nowej świątyni. Liczba katolików wynosiła 1000 osób. Mieszkający wówczas w Szklarskiej Porębie hrabia Ludwik Schaffgotsch wraz z małżonką Marią bardzo pragnęli mieć dzieci. Złożyli więc ślub, że jeśli otrzymają potomstwo, podziękowaniem będzie nowa świątynia. Gdy tylko urodził się im syn, z radością wypełnili przyrzeczenie. W 1883 r. rozpoczęto budowę kościoła p.w. Bożego Ciała, którą ukończono w roku 1887. Dwa lata później w 1889 r. zbudowano z granitu i piaskowca obecny kościół św. Maksymiliana (data budowy umieszczona na murach wieży). Usytuowany on jest na znacznym wzniesieniu ponad 700 m n.p.m. na Kruczych Skałach. 
W 2004 r. ks. bp Tadeusz Rybak poświęcił odremontowany dom parafialny, który stał się od tej chwili miejscem zamieszkania duszpasterzy oraz spotkań duszpasterskich.
W 2005 r. Biskup Legnicki Stefan Cichy powołał nowy dekanat Szklarska Poręba z siedzibą w parafii św. Maksymiliana w Szklarskiej Porębie. Dziekanem nowo powołanego dekanatu ustanowił dotychczasowego proboszcza tejże parafii ks. kan. Bogusława Sawaryna.
Pierwszym proboszczem nowo powstałej parafii został ks. Bogusław Sawaryn